# Agatha Christie: The ABC Murders (datorspel, 2009)
Agatha Christie: The ABC Murders är ett äventyrsspel till Nintendo DS baserat på Agatha Christies deckare ABC-morden från 1936. Spelet utvecklades av de amerikanska företagen AWE Games och Black Lantern Studios och publicerades av DreamCatcher Interactive.

## Spelupplägg
Spelet följer detektiven Hercule Poirot och kapten Arthur Hastings när de löser mysterier genom att inspektera brottsplatser och förhöra misstänkta. För att tilltala spelare som är bekanta med den ursprungliga historien erbjuder spelet också möjligheten att spela med en annan mördare, vilket resulterar i olika ledtrådar och vittnesmål genom hela spelet.

## Mottagande
Spelet fick ett dåligt mottagande, då GameRankings gav det ett betyg på 53,82%, medan Metacritic gav det 53 av 100.